# Seleção da Tailândia de Hóquei no Gelo
A Seleção Tailandesa de Hóquei no gelo representa a Tailândia nas competições oficiais da IIHF. Não participa do Campeonato Internacional de Hóquei no Gelo atualmente, e ainda não estão rankeados no ranking mundial da Federação Internacional de Hóquei no Gelo.